# Bernd Zielinski
Bernd „Zille“ Zielinski (* 18. März 1950 in Döbbrick; † 21. April 1996 in Wolfskehlen bei Riedstadt) war ein deutscher Fußballspieler im Sturm. Er spielte für den FC Vorwärts Frankfurt (Oder) und die BSG Energie Cottbus in der DDR-Oberliga.

## Karriere
Zielinski spielte in seiner Jugend bei der BSG Traktor Döbbrick. Seit 1972 spielte er für den FC Vorwärts Frankfurt (Oder). Er debütierte am 20. Juni 1973 in der DDR-Oberliga, als er am 25. Spieltag bei der 4:2-Niederlage gegen den 1. FC Lok Leipzig für Michael Paschek in der 69. Minute eingewechselt wurde. Am nächsten Spieltag kam er zu seinem zweiten Einsatz. Von 1975 bis 1976 spielte Zielinski für die BSG Energie Cottbus. In der Oberliga absolvierte er acht Spiele, wurde jedoch häufig ausgewechselt. Seine erste Ligapartie hatte er am 23. August 1975, als er beim 1:1-Unentschieden gegen die BSG Sachsenring Zwickau in der Startelf stand. In diesem Spiel erzielte er in der 38. Minute auch sein erstes und einziges Tor.